# Titulus
Titulus (en latín, en plural tituli; en español, 'título') es el rango que distingue a ciertas iglesias de la diócesis de Roma que se encuentran ligadas a un cardenal de la Iglesia, confiriéndoles en la actualidad el correspondiente título cardenalicio.

## Historia

### Origen
En sus orígenes la función principal de los tituli era preparar a los catecúmenos para el bautismo que era celebrado por el papa en la iglesia de San Juan de Letrán durante la Vigilia Pascual. Con el tiempo fueron evolucionando a centros de catequesis y celebración de sacramentos, con los espacios adyacentes necesarios para la realización de tales actividades y para la lectura de textos bíblicos y patrísticos. Con la consolidación e institucionalización de la iglesia de Roma, el papa personalmente promovió la construcción de templos en diversos lugares de la ciudad y en su periferia para facilitar la evangelización de la población.
El uso del término titulus aparece documentado por primera vez en el año 377, teniendo más relación con la institución que con la construcción. El titulus era el cartel que se ubicaba junto a la puerta de un edificio con el fin de informar del nombre del propietario. Los primeros cristianos se reunían las Domus ecclesiae, edificios privados en los que el titulus identificaba el uso litúrgico de la casa. Posteriormente, el titulus paso a identificar a la comunidad, manteniendo el nombre del fundador. En época romana los tituli se identifican con las antiguas parroquias, sujetos, por tanto, a la jurisdicción de la Iglesia y dirigidos por sacerdotes. En las celebraciones eucarísticas de estas iglesias, se introducía en el cáliz una hostia consagrada por el papa, para así mostrar su comunión con el obispo de Roma. A esta hostia, trasladada por un acólito, se la llamaba fermentum. 

En su acepción legal, el término titulus indicaba el acto constitutivo de la fundación, con el capital necesario para la realización del aula de culto, la dotación de los objetos litúrgicos, la iluminación y el mantenimiento de un clero estable.
Bartolozzi (2003:7)

Existían varios tituli que actuaban como punto de encuentro de las diversas comunidades cristianas de Roma. Los tituli se encontraban asociados inicialmente a parroquias de mayor tamaño que se situaban en zonas periféricas y populares de la ciudad, mientras que el Edicto de Milán, firmado por Constantino I en 313, autorizó titulus en zonas céntricas. Desde la segunda mitad del siglo IV consta que en las iglesias de Roma se celebraban bautismos durante la celebración propia de la Vigilia Pascual, por lo que fueron construidos baptisterios en las mismas. Igualmente, se han documentado cementerios anexos a los tituli desde el año 410, especialmente en los relacionados con mártires. Hasta el siglo V, los tituli mantuvieron una dependencia económica de la iglesia de Letrán, dado que en ellas no se realizaban colectas. 
Durante la celebración de los Concilios de Roma en los años 499 y 595 se redactaron dos litas que recogen los titulus existentes. En el primero de ellos, el titulus tenía el nombre del fundador, mientras que en el año 595 el mismo nombre estaba dedicado a un santo o un mártir, cuyas reliquias o patronazgo acogía. Ejemplo de ello es San Lorenzo en Dámaso, que recibe esta denominación por estar dedicada al mártir Lorenzo y haberse levantado por el papa Dámaso.
Se han hecho estudios para determinar si existía un criterio planificado para la construcción o aceptación de casas que sirvieran de iglesias titulares; cosa que resulta difícil, pues al parecer eran muy numerosos y diferentes los factores que se tenían en cuenta: lugares más habitados, presencia de diversas tradiciones litúrgicas, disponibilidad de edificios o terrenos, generosidad mayor o menor de los bienhechores, etc. A finales del siglo V toda la ciudad estaba organizada de acuerdo con estos tituli, no habiéndose de recorrer más de quinientos metros para llegar a alguno desde cualquier lugar de ella.

### Títulos y diaconías primitivos

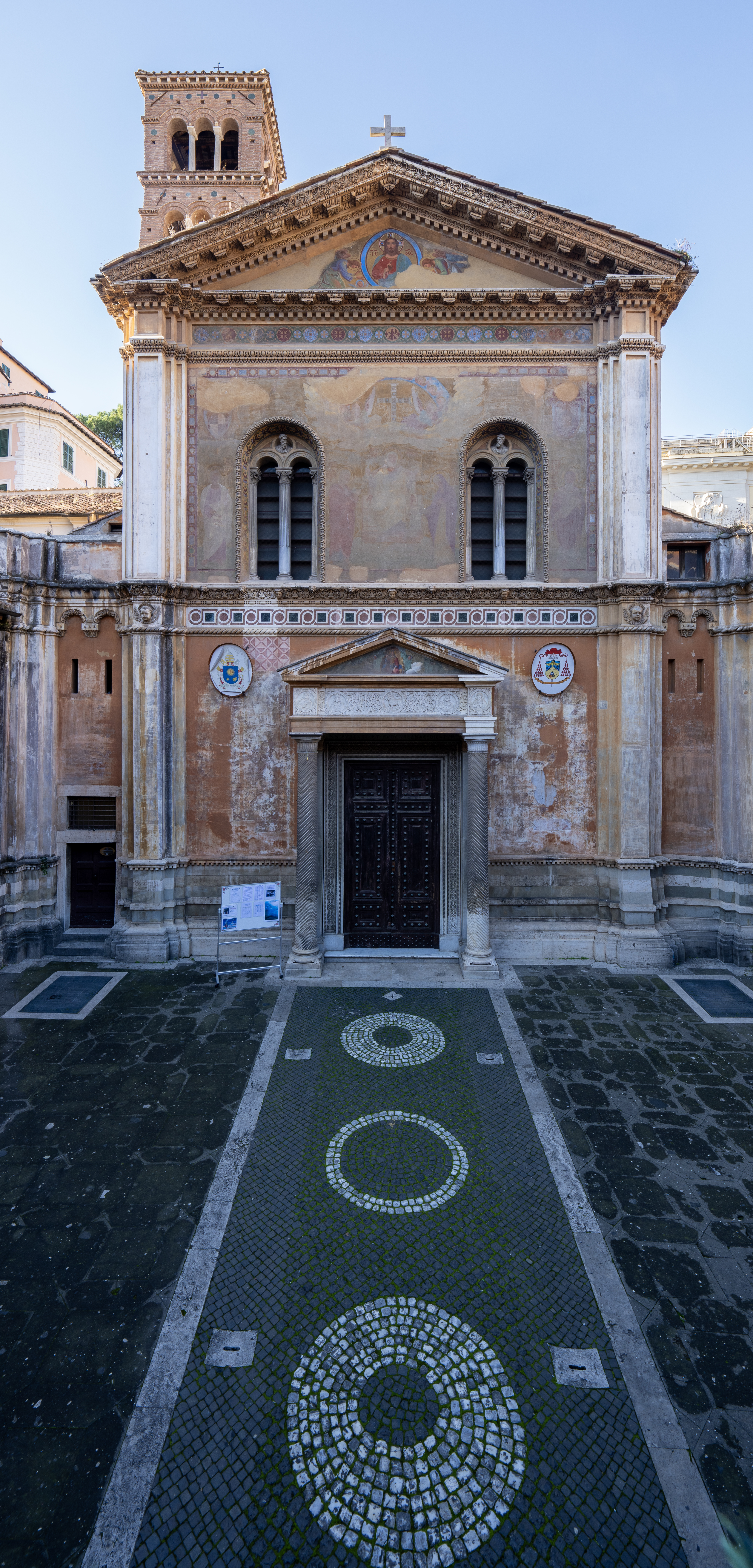
Portada de la basílica de Santa Pudenciana con los escudos del papa Francisco y el cardenal Joachim Meisner.

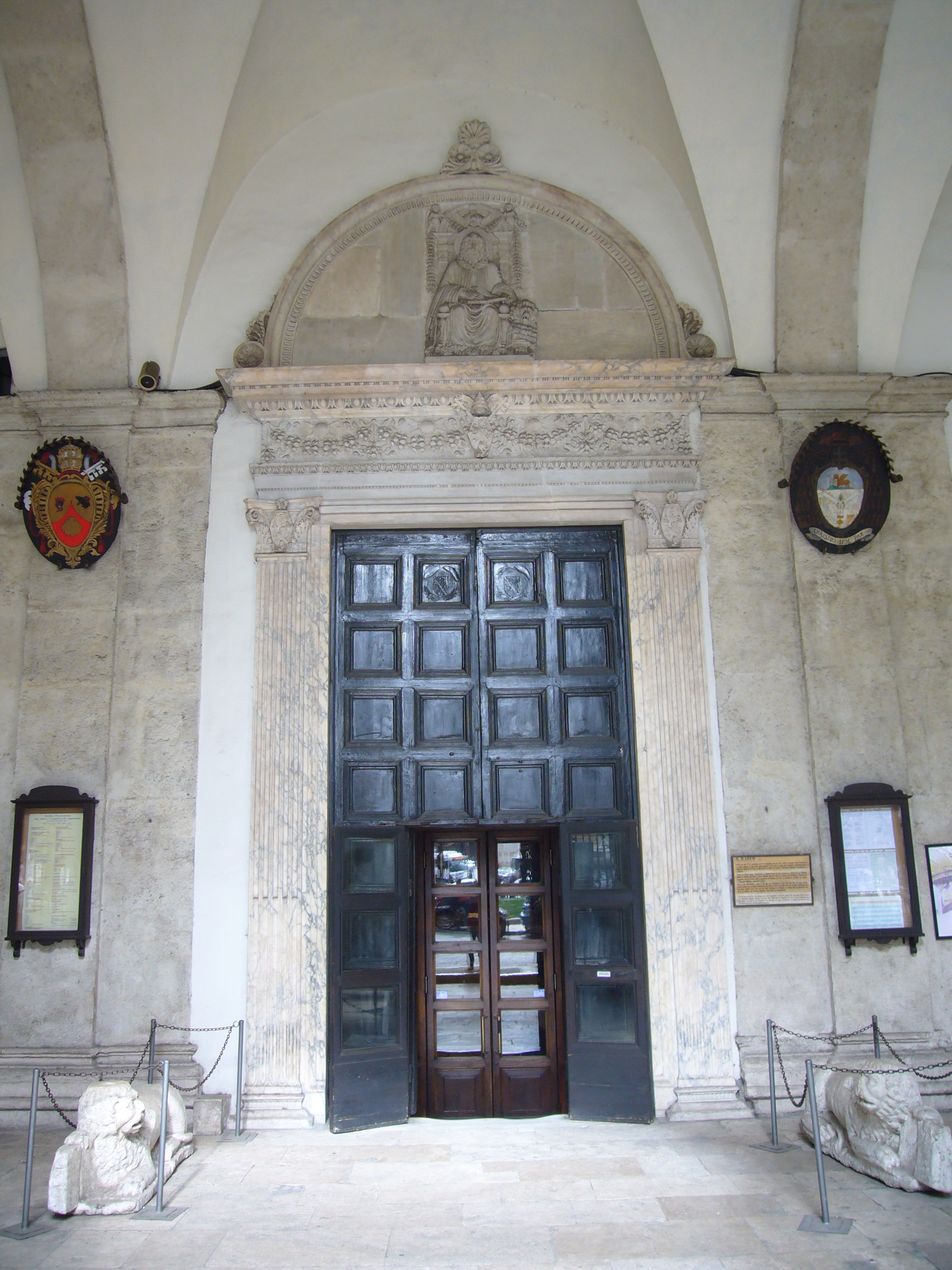
Portada de la basílica de San Marcos con los escudos del papa Benedicto XVI y el cardenal Marco Cé.

El Liber Pontificalis recoge los 25 tituli fundados por el papa Anacleto, aunque el número variaba en el tiempo como se recoge en las actas de diversos concilios de la ciudad. Estos eran asignados por el papa a un sacerdote para «ayudarle en el cuidado de las almas de la Urbe». Además, dividió la ciudad en 7 diaconías para el cuidado de los pobres, asignadas estas a un diácono.
Lista de los 25 títulos originales:
- S. Xysti o Crescentianae, actualmente San Sixto
- Bizantii o Bizantis, después Pammachii, actualmente San Juan y San Pablo
- Aemilianae, actualmente Cuatro Santos Coronados
- Clementis, actualmente San Clemente
- SS. Marcellini et Petri, actualmente Santos Marcelino y Pedro
- Apostolorum o Eudoxiae, actualmente San Pedro Encadenado
- Equitii, actualmente Santos Silvestre y Martín en Monti
- Praxedis, actualmente Santa Práxedes
- Pudentis, actualmente Santa Pudenciana
- Eusebii, actualmente San Eusebio
- Vestinae, actualmente Santos Vital, Valeria, Gervasio y Protasio
- Gaii, actualmente Santa Susana
- Cyriaci, después San Ciriaco en las Termas de Diocleciano (suprimido en 1587 por el papa Sixto V que lo sustituyó por el título de Santos Quirico y Julita)
- Marcelli, actualmente San Marcelo
- Lucinae, actualmente San Lorenzo en Lucina
- Damasi, actualmente San Lorenzo en Dámaso
- Marci o Iuxta Pallacina, actualmente San Marcos
- Anastasiae, actualmente Santa Anastasia
- Fasciolae, actualmente Santos Nereo y Aquileo
- Balbinae o Tigridae, actualmente Santa Balbina
- Sabinae, actualmente Santa Sabina
- Priscae, actualmente Santa Priscila
- Julii et Callisti o Sanctae Mariae, actualmente Santa María en Trastevere
- Caeciliae, actualmente Santa Cecilia
- Chrysogoni, actualmente San Crisógono.

Lista de las diaconías originales:
- Santa Lucia in Orpheo o in Selce, después Santa Lucía en Silice (suprimido en 1587 por el papa Sixto V)
- Santa María Antiqua, después Santa María la Nueva, actualmente Santa María de la Scala
- Santos Sergio y Baco (suprimido en 1587 por el papa Sixto V)
- San Teodoro (suprimido en 2004 por el papa Juan Pablo II que cedió el templo titular a la Iglesia ortodoxa)
- Santa Lucia in septem Soliis o septem Viis, después Santa Lucía en Septisolio (suprimido en 1587 por el papa Sixto V)
- Santos Nereo y Aquileo, fue convertido en título presbiteral
- San Bonifacio o San Alessio, fue convertido en título presbiteral de Santos Bonifacio y Alejo.

## Títulos cardenalicios actuales

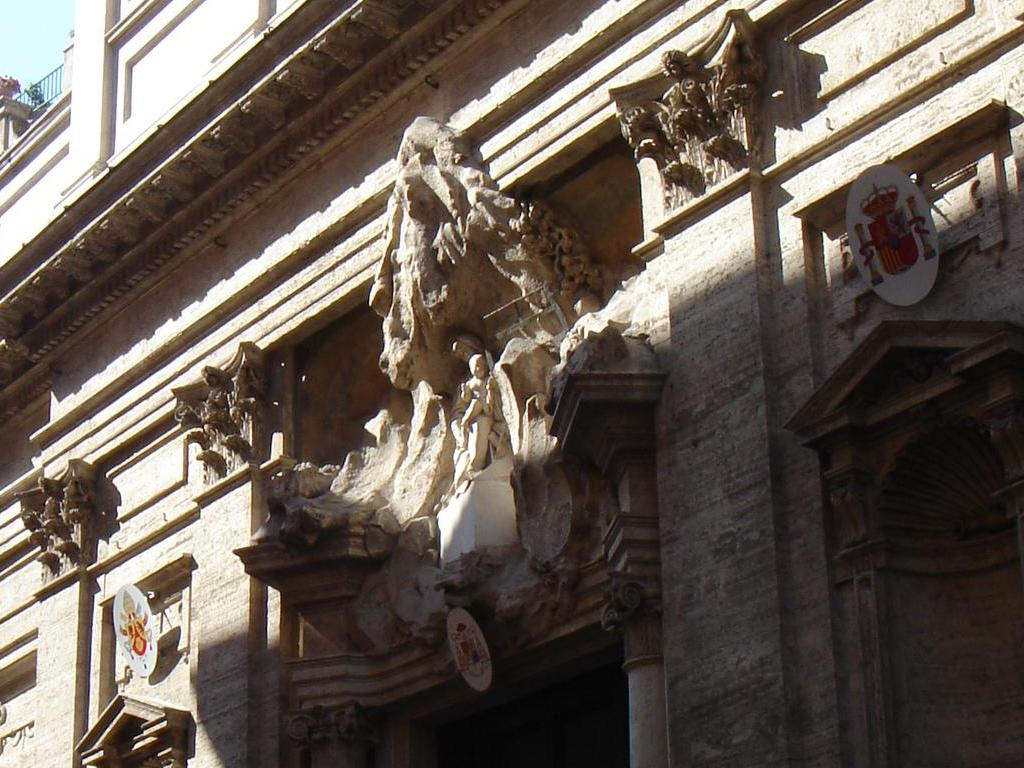
Portada de la iglesia de Santa María de Montserrat de los Españoles con los escudos del cardenal Carlos Amigo Vallejo, el papa Benedicto XVI y el escudo de España.

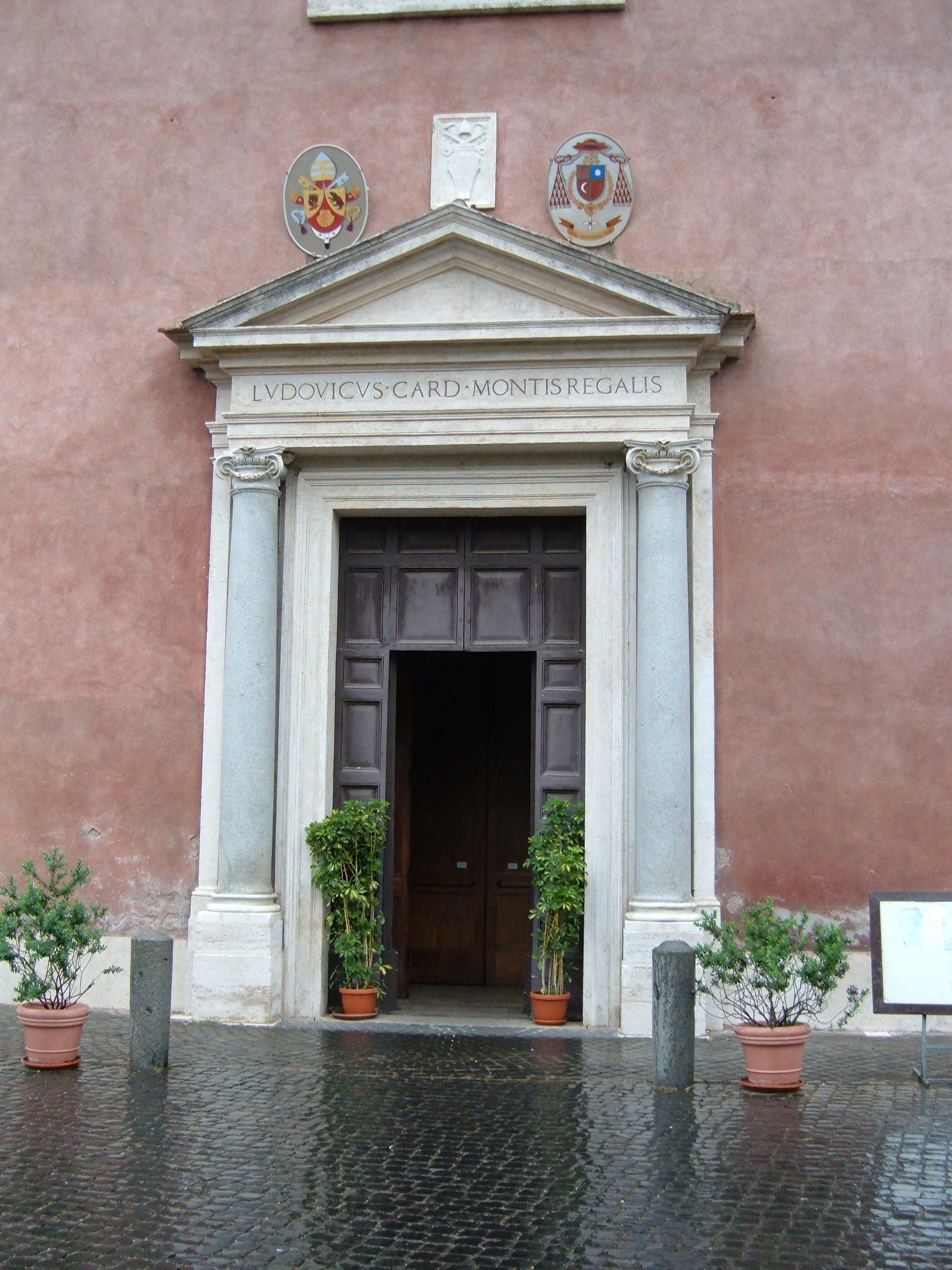
Portada de la iglesia de san Pancracio con los escudos del papa Benedicto XVI y del cardenal Antonio Cañizares Llovera.

El título cardenalicio es otorgado por el papa en el momento de crear un cardenal. Es un título vitalicio. Todos los títulos se refieren a la diócesis de Roma y sus suburbios, simbolizando así, la unidad del colegio cardenalicio en torno a la actividad pastoral del papa como obispo de Roma. La pertenencia del cardenal a la iglesia titular es simbólica, no interfiriendo este en el día a día de la iglesia. Frecuentemente, el cardenal creado realiza una ceremonia de toma de posesión en la iglesia titular asignada. Las iglesias titulares presentan en su fachada los escudos del papa reinante, a la izquierda, y el del cardenal titular, a la derecha.
En la actualidad, existen tres órdenes entre los cardenales. Así, los cardenales obispos se corresponden con una de las siete diócesis suburbicarias, los cardenales presbíteros con un título, y los cardenales diáconos con una diaconía. La diócesis suburbicaria de Ostia se asigna al cardenal Decano del Colegio Cardenalicio. En algunos casos, las diaconías son elevadas pro hac vice a título presbiteral, dando soporte presbiteral al cardenal (por ejemplo, cuando el cardenal titular es elegido obispo de una diócesis) sin necesidad de renunciar al título ligado a su creación como cardenal.
Desde el consistorio celebrado por el papa Francisco el 28 de junio de 2018, en el que creó el título presbiteral de San Buenaventura de Bagnoregio y el título diaconal de Santa María Inmaculada en Esquilino, existen 239 títulos que se encuentran divididos en 7 sedes suburbicarias, 164 títulos presbiterales y 68 diaconías.

## Cardenales patriarcas orientales
El papa Pablo VI, publicó el 11 de febrero de 1965 el motu proprio Ad purpuratorum Patrum Collegium. En el decretaba, que los patriarcas de rito oriental pertenecientes al Sacro Colegio de Cardenales no pertenecen al clero de Roma, y por lo tanto, no pueden ser asignados a una sede suburbicaria, título o diaconía, manteniendo su sede patriarcal. Los cardenales patriarcas pertenecen al orden de los cardenales obispos y se encuentran jerárquicamente a continuación de estos.
En el momento de la publicación del motu proprio, el cardenal Ignacio Gabriel I Tappouni patriarca de Antioquía de los Sirios, renunció al título de cardenal presbítero de Santos XII Apóstoles que le había concedido el papa Pío XI en al crearlo cardenal en el consistorio del 16 de diciembre de 1935, para incorporarse a la lista de cardenales patriarcas. Por su parte, el Gregorio Pedro XV Agagianian, mantuvo el título de cardenal presbítero de San Bartolomé en la Isla que recibió al ser creado el 18 de febrero de 1946, ya que había renunciado al de patriarca de Cilicia de los armenios el 25 de agosto de 1962. El 22 de octubre de 1970, se convirtió en cardenal obispo de Albano. Los patriarcas que fueron creados cardenales a partir de 1965 no recibieron ningún título romano.
Actualmente hay cuatro cardenales patriarcas orientales exentos de título romano.